# Pianeta transnettuniano

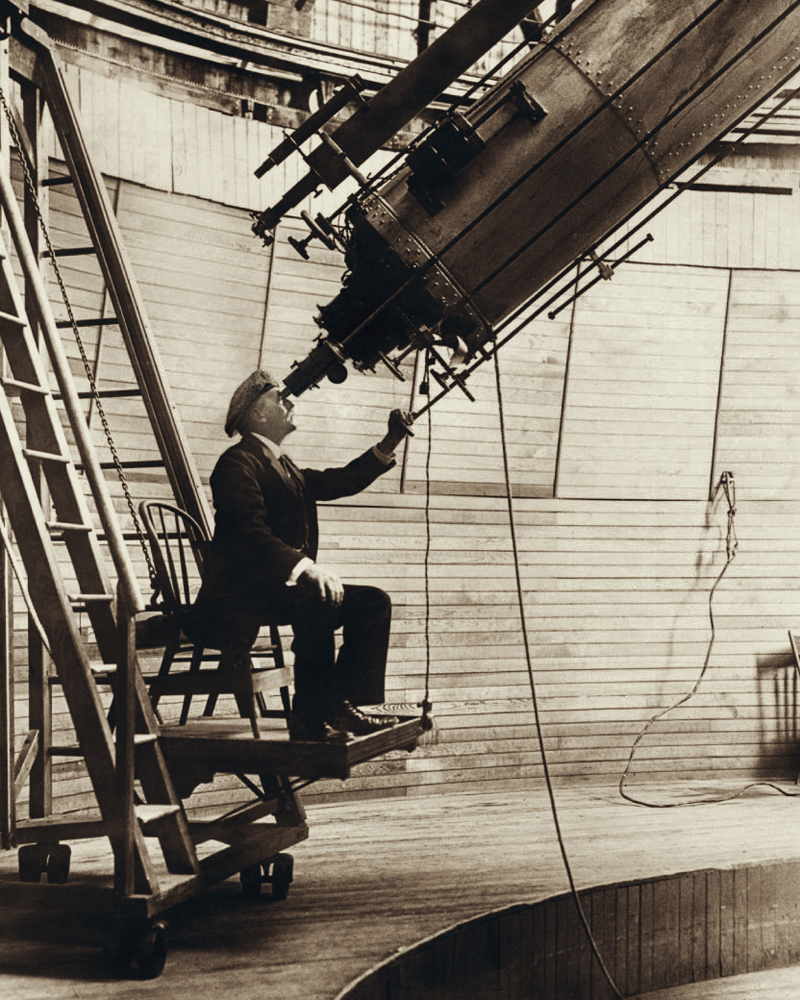
Percival Lowell, ideatore dell'ipotesi sul Pianeta X

In seguito alla scoperta del pianeta Nettuno nel 1846, venne presa in seria considerazione l'ipotesi che potesse esistere un altro pianeta al di là della sua orbita. La ricerca ebbe inizio a metà del XIX secolo e culminò all'inizio del XX secolo con l'indagine di Percival Lowell sul Pianeta X, la cui esistenza poteva spiegare le apparenti discrepanze nelle orbite dei giganti gassosi, in particolare di Urano e Nettuno, speculando sull'ipotesi che la gravità di un grande e invisibile nono pianeta avrebbe potuto perturbare l'orbita di Urano quanto bastava per spiegarne le irregolarità.
La scoperta di Plutone da parte di Clyde Tombaugh nel 1930 sembrò convalidare l'ipotesi di Lowell, e Plutone è stato ufficialmente considerato il nono pianeta fino al 2006. Plutone risultava però troppo piccolo per influenzare con la propria gravità i giganti gassosi, così nel 1978 venne avviata una breve ricerca di un decimo pianeta. La ricerca venne peraltro abbandonata nei primi anni 1990, quando uno studio delle misurazioni effettuate dalla sonda Voyager 2 scoprì che le irregolarità osservate nell'orbita di Urano erano dovute a una leggera sovrastima della massa di Nettuno. Dopo il 1992, la scoperta di numerosi piccoli oggetti ghiacciati con orbite simili o ancora più estese di quella di Plutone ha portato a un dibattito sull'opportunità di considerarlo un pianeta oppure di classificarlo, insieme ai suoi vicini, separatamente. Anche se un certo numero dei membri più grandi di questo gruppo vennero inizialmente descritti come pianeti, nel 2006 l'Unione Astronomica Internazionale ha riclassificato Plutone e i suoi vicini più estesi come pianeti nani, lasciando così solo otto pianeti nel Sistema Solare.
Oggi quasi tutta la comunità astronomica concorda sul fatto che il Pianeta X non esiste, ma questa idea è stata ripresa da alcuni astronomi per spiegare altre anomalie rilevate nel Sistema Solare più esterno. Nella cultura popolare, e anche tra alcuni astronomi, Pianeta X è diventato un termine usato per qualsiasi pianeta sconosciuto nel Sistema Solare esterno, indipendentemente dalla sua relazione con l'ipotesi di Lowell. In base ad altre prove, sono stati proposti anche altri pianeti transnettuniani.

## Prime ricerche

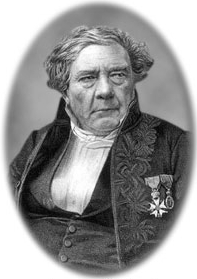
Jacques Babinet, uno dei primi designatori di un pianeta transnettuniano

Nel 1840, il matematico francese Urbain Le Verrier fece uso della meccanica newtoniana per analizzare le perturbazioni dell'orbita di Urano, e ipotizzò che esse erano causate dall'attrazione gravitazionale di un pianeta non ancora scoperto. Le Verrier predisse la posizione di questo nuovo pianeta, e mandò i suoi calcoli all'astronomo tedesco Johann Gottfried Galle. Il 23 settembre 1846, la notte dopo aver ricevuto la lettera, Galle e il suo allievo Heinrich d'Arrest scoprirono Nettuno, esattamente dove aveva previsto Le Verrier. Erano rimaste ancora da spiegare alcune lievi discordanze nelle orbite dei giganti gassosi. Queste discordanze erano tenute in conto per indicare l'esistenza di un altro pianeta in orbita al di là di Nettuno.
Anche prima della scoperta di Nettuno, qualcuno pensava che un pianeta da solo non era sufficiente a spiegare le discrepanze. Il 17 novembre 1834, l'astronomo amatoriale britannico reverendo Thomas John Hussey riferì all'astronomo reale britannico, George Airy Biddell, una conversazione che aveva avuto con l'astronomo francese Alexis Bouvard. Hussey riferì che quando aveva suggerito a Bouvard che il moto insolito di Urano poteva essere dovuto all'influenza gravitazionale di un pianeta sconosciuto, questi aveva risposto che anche a lui l'idea era venuta in mente, e che sull'argomento aveva avuto una corrispondenza con Peter Andreas Hansen, direttore dell'Osservatorio Seeberg a Gotha. Il parere di Hansen era che un unico corpo non poteva adeguatamente spiegare il moto di Urano, e teorizzò che due pianeti giacevano al di là di Urano.
Nel 1848, Jacques Babinet sollevò un'obiezione ai calcoli di Le Verrier, sostenendo che la massa di Nettuno era più piccola e la sua orbita più grande di quanto Le Verrier aveva inizialmente previsto. Egli postulò, basandosi su una semplice sottrazione dai calcoli di Le Verrier, che un altro pianeta di circa 12 masse terrestri, che chiamò "Hyperion", doveva esistere al di là di Nettuno. Le Verrier denunciò l'ipotesi di Babinet, dicendo: "[Non c'è] assolutamente nulla con cui poter determinare la posizione di un altro pianeta, se non un'ipotesi in cui l'immaginazione gioca una parte troppo grande".
Nel 1850 James Ferguson, assistente astronomo presso l'Osservatorio Navale degli Stati Uniti, si accorse di aver "perso" una stella che aveva osservato, GR1719k. Il tenente Matthew Maury, sovrintendente dell'Osservatorio, sostenne che questo fatto era una prova che doveva trattarsi di un pianeta nuovo. Ricerche successive non riuscirono a ritrovare il "pianeta" in una posizione diversa e nel 1878, CHF Peters, direttore dell'Osservatorio Hamilton College a New York, dimostrò che la stella non era affatto scomparsa, e che i risultati precedenti erano dovuti a un errore.
Nel 1879, Camille Flammarion notò che le comete 109P/Swift-Tuttle e 177P/Barnard avevano un afelio di 47 e 49 unità astronomiche (0,00074 e 0,00077 al) rispettivamente, suggerendo che esse potevano segnare il raggio orbitale di un pianeta sconosciuto che le aveva trascinate in un'orbita ellittica. L'astronomo Georges Forbes concluse, sulla base di questa evidenza, che due pianeti dovevano esistere al di là di Nettuno. Egli calcolò, basandosi sul fatto che quattro comete possedevano gli afeli a circa 100 au (0,0016 al) e altre sei con afeli raggruppati a circa 300 au (0,0047 al), gli elementi orbitali di una coppia di ipotetici pianeti transnettuniani. Questi elementi concordavano in modo suggestivo con quelli calcolati in maniera indipendente da un altro astronomo, David Peck Todd, dando a molti l'impressione che potessero essere validi. Tuttavia, gli scettici sostenevano che le orbite delle comete in questione erano ancora troppo incerte per fornire risultati significativi.
Negli anni 1900 e 1901, il direttore del Harvard College Observatory William Henry Pickering condusse due ricerche di pianeti transnettuniani. La prima venne iniziata dall'astronomo danese Hans Emil Lau che, dopo aver studiato i dati sull'orbita di Urano dal 1690 al 1895, concluse che un solo pianeta transnettuniano non poteva spiegare le discrepanze nella sua orbita, e ipotizzò la posizione di due pianeti da lui ritenuti responsabili. La seconda venne iniziata quando Gabriel Dallet suggerì che un unico pianeta transnettuniano giacente a 47 au (0,00074 al) poteva spiegare il moto di Urano. Pickering accettò di esaminare le lastre alla ricerca di eventuali pianeti, ma nulla fu trovato.
Nel 1909, Thomas Jefferson Jackson See, un astronomo con una fama di egocentrico e bastian contrario, opinò "che ce n'è sicuramente uno, probabilmente due, forse tre di pianeti oltre Nettuno". Chiamando provvisoriamente il primo pianeta "Oceanus", assegnò loro le distanze dal Sole rispettivamente a 42, 56 e 72 au (0,00066, 0,00089 e 0,00114 al). Egli non diede alcuna indicazione su come aveva determinato la loro esistenza, e non vennero avviate ricerche per individuarli.
Nel 1911, l'astronomo indiano Venkatesh P. Ketakar suggerì l'esistenza di due pianeti transnettuniani, che chiamò Brahma e Vishnu, rielaborando i modelli osservati da Pierre Simon Laplace nel sistema planetario di Giove e applicandoli ai pianeti esterni. I tre satelliti galileiani interni di Giove, Io, Europa e Ganimede, sono bloccati in una complicata risonanza 1:2:4 chiamata risonanza Laplace. Ketakar sosteneva che Urano, Nettuno e i suoi ipotetici pianeti transnettuniani erano bloccati in una risonanza del tipo Laplace. I suoi calcoli prevedevano una distanza media di Brahma di 38,95 au (0,0006159 al) e un periodo orbitale di 242,28 anni terrestri (risonanza 3:4 con Nettuno). Quando Plutone è stato scoperto 19 anni dopo, la sua distanza media di 39,48 au (0,0006243 al) e il periodo orbitale di 248 anni terrestri erano vicini alla previsione di Ketakar (Plutone in realtà ha una risonanza 2:3 con Nettuno). Ketakar non fece previsioni per elementi orbitali diversi da distanza media e periodo. Non è chiaro come Ketakar fosse arrivato a questi valori, e il suo secondo pianeta, Vishnu, non venne mai individuato.

## Pianeta X
Nel 1894, con l'aiuto di William Pickering, Percival Lowell, un ricco bostoniano, fondò l'Osservatorio Lowell a Flagstaff (Arizona). Nel 1906, convinto di poter risolvere l'enigma dell'orbita di Urano, iniziò un ampio progetto alla ricerca di un pianeta transnettuniano, che chiamò Pianeta X. La X nel nome rappresenta l'incognito (si pronuncia come la lettera) e non il numero romano 10 (al momento, il Pianeta X sarebbe il nono pianeta). Con il tentativo di rintracciare il Pianeta X, Lowell sperava di ristabilire la sua credibilità scientifica, in ribasso a causa del suo convincimento ampiamente deriso di considerare le caratteristiche simili a canali visibili sulla superficie di Marte come canali costruiti da una civiltà intelligente.
La prima ricerca di Lowell si concentrò sull'eclittica, il piano circondato dallo zodiaco dove giacciono gli altri pianeti del Sistema Solare. Utilizzando una macchina fotografica da 5 pollici, egli esaminò a mano oltre 200 esposizioni da tre ore con una lente d'ingrandimento, non trovando alcun pianeta. In quel periodo Plutone era troppo sopra l'eclittica per essere ripreso dall'indagine. Dopo aver rivisto le sue previsioni circa la possibile posizione, Lowell condusse una seconda ricerca negli anni 1914-1916. Nel 1915 pubblicò il suo Memorie di un pianeta Transnettuniano, in cui affermava che il Pianeta X aveva una massa sette volte circa quella della Terra, la metà circa di quella di Nettuno e una distanza media dal Sole di 43 au (0,00068 al). Egli ipotizzò che il Pianeta X potesse essere un grande oggetto di bassa densità e con un'elevata albedo, come i giganti gassosi. Avrebbe mostrato un disco con diametro di circa un secondo d'arco e una magnitudine apparente compresa tra 12 e 13, abbastanza brillante da poter essere individuato.
Separatamente, nel 1908, Pickering annunciò che, analizzando le irregolarità dell'orbita di Urano, aveva trovato le prove per un nono pianeta. Il suo ipotetico pianeta, definito "Pianeta O" (perché venuto dopo "N", ovvero Nettuno), possedeva un raggio medio orbitale di 51,9 au (0,000821 al) e un periodo orbitale di 373,5 anni. Le lastre riprese nel suo osservatorio ad Arequipa, Perù, non mostrarono alcuna evidenza del pianeta, e l'astronomo inglese PH Cowell dimostrò che le irregolarità rilevate nell'orbita di Urano praticamente scomparivano dopo aver preso in considerazione lo spostamento di longitudine del pianeta. Lo stesso Lowell, nonostante il suo stretto sodalizio con Pickering, respinse senza appello il Pianeta O, dicendo: "Questo pianeta è stato correttamente chiamato "O": è proprio il nulla". Quattro delle lastre fotografiche scattate nella ricerca del "Pianeta O" dagli astronomi presso l'Osservatorio di Mount Wilson nel 1919, all'insaputa di Pickering, catturarono delle immagini di Plutone, che tuttavia sarebbe stato scoperto soltanto anni dopo. Pickering continuò a proporre molti altri possibili pianeti transnettuniani fino al 1932, chiamandoli P, Q, R, S, T e U: nessuno di essi è mai stato individuato.

### La scoperta di Plutone
L'improvvisa morte di Lowell nel 1916 fece interrompere la ricerca del Pianeta X. Il fallimento nella ricerca del pianeta, secondo un amico, "lo aveva virtualmente ucciso". In seguito Costanza Lowell, vedova di Percival Lowell, coinvolse l'osservatorio in una lunga battaglia legale per garantirsi la sua parte dell'eredità da milioni di dollari, il che impedì la ripresa della ricerca del Pianeta X per diversi anni. Nel 1925, l'osservatorio ottenne gli obiettivi per un nuovo telescopio a grande campo di 13 pollici per continuare la ricerca, costruito con fondi provenienti da George Lowell, fratello di Percival. Nel 1929 il direttore dell'Osservatorio, Vesto Melvin Slipher, assegnò il compito di individuare il pianeta a Clyde Tombaugh, un ragazzo di campagna del Kansas di 22 anni, che era appena arrivato all'Osservatorio Lowell dopo aver bene impressionato Slipher con un esemplare dei propri disegni astronomici.
Il compito di Tombaugh era quello di catturare sistematicamente sezioni del cielo notturno in coppie di immagini. Ogni immagine di una coppia era presa a distanza di due settimane. Egli poi metteva entrambe le immagini di ogni sezione in una macchina chiamata comparatore a lampeggio, che attraverso lo scambio di immagini in modo rapido creava l'illusione del moto di un corpo planetario. Per ridurre le probabilità che un oggetto in movimento rapido (e quindi più vicino) potesse venire scambiato per il nuovo pianeta, Tombaugh riprese ogni regione vicino al suo punto di opposizione, a 180 gradi dal Sole, dove l'apparente moto retrogrado per gli oggetti al di là dell'orbita della Terra è al suo massimo. Fece anche una terza ripresa di controllo per eliminare eventuali falsi risultati causati da difetti di una singola lastra. Tombaugh decise di riprendere l'intero zodiaco, piuttosto che concentrarsi sulle regioni suggerite da Lowell.
All'inizio del 1930, la ricerca di Tombaugh era arrivata alla costellazione dei Gemelli. Il 18 febbraio 1930, dopo aver cercato per quasi un anno ed esaminato quasi 2 milioni di stelle, Tombaugh scoprì un oggetto in movimento sulle lastre fotografiche scattate il 23 gennaio e 29 gennaio dello stesso anno. Una fotografia di minore qualità scattata il 21 gennaio confermò il movimento. Dopo la conferma, Tombaugh entrò nell'ufficio di Slipher e dichiarò, "Dottor Slipher, ho trovato il vostro Pianeta X." L'oggetto si trovava ad appena sei gradi da una delle due posizioni suggerite da Lowell per il Pianeta X; era come se fosse stato finalmente “vendicato”. Dopo che l'osservatorio ebbe ottenuto ulteriori fotografie di conferma, la notizia della scoperta fu telegrafata al Harvard College Observatory il 13 marzo 1930. Il nuovo oggetto venne successivamente pre-scoperto su fotografie risalenti al 19 marzo 1915. La decisione di assegnare all'oggetto il nome Plutone intendeva anche onorare Percival Lowell, visto che le sue iniziali corrispondevano alle prime due lettere della parola. Dopo aver scoperto Plutone, Tombaugh continuò a cercare sull'eclittica altri oggetti distanti, trovando centinaia di stelle variabili e asteroidi, due comete, ma non altri pianeti.

### Plutone perde il titolo di Pianeta X

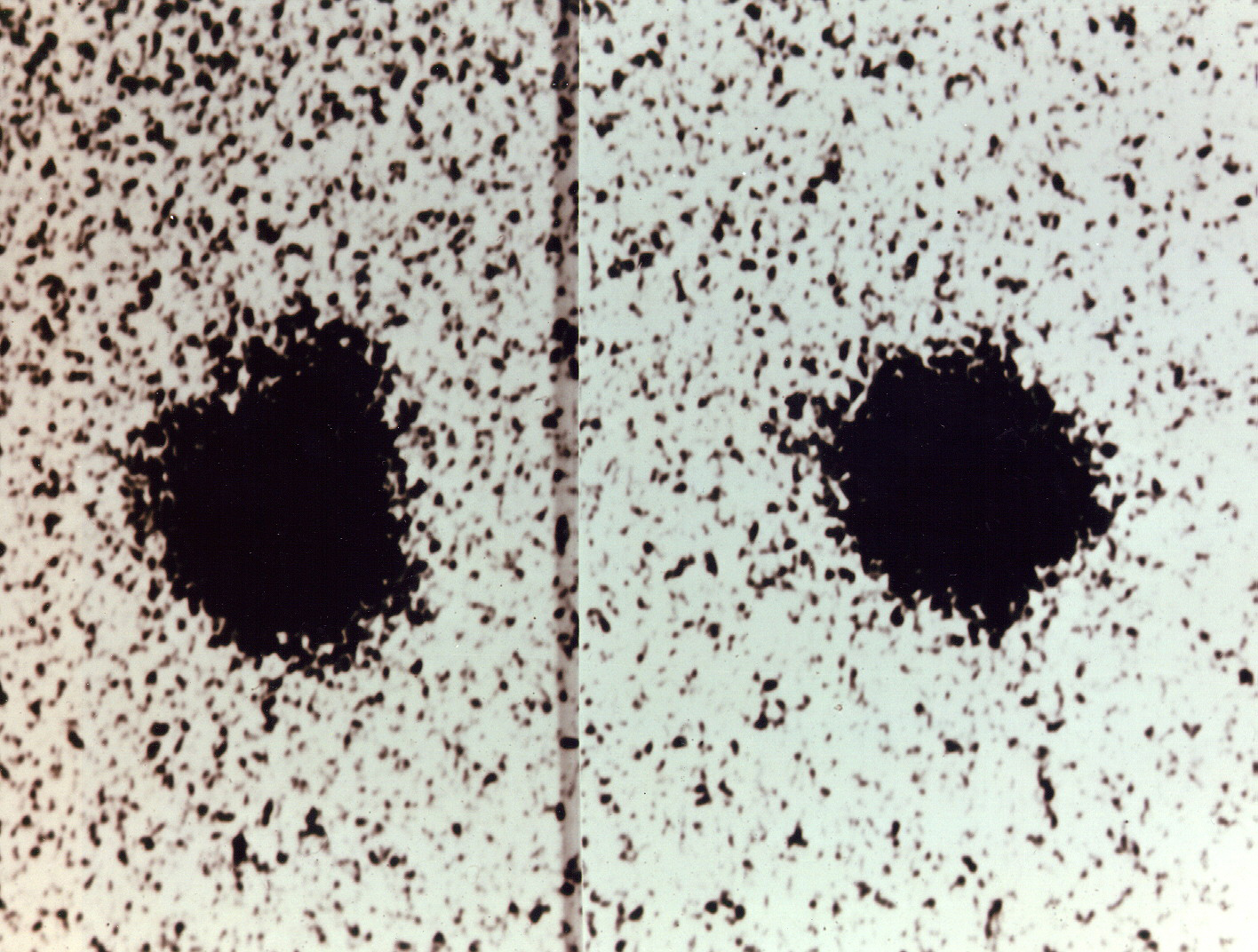
Immagine della scoperta di Caronte

Con delusione e sorpresa dell'Osservatorio, Plutone non mostrò alcun disco visibile: appariva come un punto, non era diverso da una stella e, ad appena 15 di magnitudine, era sei volte meno luminoso di quanto previsto da Lowell, il che significava che era molto piccolo o molto buio. Dal momento che gli astronomi dell'osservatorio Lowell pensavano che Plutone fosse abbastanza massiccio da perturbare pianeti, credettero che dovesse avere un'albedo di 0,07 (nel senso che riflette solo il 7% della luce che lo colpisce); quasi scuro come l'asfalto e simile a quella di Mercurio, il pianeta meno riflettente. Questo darebbe un diametro presunto di circa 8000 km, ossia circa il 60% di quello della Terra. Le osservazioni hanno anche rivelato che l'orbita di Plutone era molto ellittica, molto di più di ogni altro pianeta.
Alcuni astronomi espressero scetticismo sul risultato. Poco dopo la sua scoperta nel 1930, Armin Otto Leuschner contestò lo status di Plutone, sostenendo che la sua poca luminosità e l'alta eccentricità orbitale lo rendevano più simile a un asteroide o a una cometa: "Il risultato dell'osservatorio Lowell conferma l'elevata eccentricità da noi annunciata il 5 aprile. Potrebbe essere un grosso asteroide con orbita parecchio perturbata dalla vicinanza di un pianeta delle dimensioni di Giove, oppure uno dei tanti oggetti planetari di lungo periodo ancora da scoprire, oppure una cometa luminosa". Utilizzando una formula matematica, nel 1931 Ernest William Brown affermò che le irregolarità osservate nell'orbita di Urano avrebbero potuto non essere causate dall'effetto gravitazionale di un pianeta più distante, e che quindi la previsione di Lowell era da considerarsi "del tutto casuale".
Durante la metà del XX secolo, le stime della massa di Plutone furono riviste al ribasso. Nel 1931, Nicholson e Mayall calcolarono la sua massa, in base al suo presunto effetto sui giganti gassosi, grosso modo come quella della Terra, mentre nel 1949, le misurazioni del diametro di Plutone portarono alla conclusione che era di dimensioni a metà tra Mercurio e Marte e che probabilmente la sua massa era circa 0,1 di quella della Terra. Nel 1976, Dale Cruikshank, Carl Pilcher e David Morrison della Università delle Hawaii analizzarono gli spettri dalla superficie di Plutone e stabilirono che doveva contenere metano ghiacciato, che è molto riflettente. Questo significava che Plutone, lungi dall'essere scuro, era in realtà eccezionalmente brillante, e così probabilmente la sua massa doveva essere non più di 0,01 di quella della Terra.
| Anno | Massa              | Note                            |
| ---- | ------------------ | ------------------------------- |
| 1931 | 1 Terra            | Nicholson & Mayall              |
| 1948 | .1 (1/10 Terra)    | Kuiper                          |
| 1976 | .01 (1/100 Terra)  | Cruikshank, Pilcher, & Morrison |
| 1978 | .002 (1/500 Terra) | Christy & Harrington            |

La taglia di Plutone venne fissata definitivamente nel 1978, quando l'astronomo statunitense James Christy scoprì la sua luna Caronte. Questo gli permise, insieme a Robert Sutton Harrington dell'Osservatorio Navale degli Stati Uniti, di misurare la massa del sistema Plutone-Caronte osservando direttamente il moto orbitale della luna intorno a Plutone. La massa di Plutone venne fissata in 1,31 × 1022 kg: circa un cinquecentesimo di quella della Terra o un sesto di quella della Luna, troppo piccola quindi per spiegare le discrepanze osservate nelle orbite dei pianeti esterni. La “previsione” di Lowell era stata una coincidenza: se fosse esistito un Pianeta X, questi non era Plutone.

### Successive ricerche del Pianeta/i X
Dopo il 1978, alcuni astronomi hanno continuato la ricerca del Pianeta X di Lowell, convinti che, dal momento che Plutone non era più un valido candidato, doveva esserci un invisibile decimo pianeta a perturbare i pianeti esterni.
Negli anni ottanta e novanta, Robert Harrington condusse una ricerca per determinare la vera causa delle apparenti irregolarità. Egli calcolò che qualunque Pianeta X si sarebbe trovato a tre volte circa la distanza di Nettuno dal Sole, la sua orbita sarebbe stata molto eccentrica e fortemente inclinata sull'eclittica, di circa 32 gradi rispetto al piano orbitale degli altri pianeti. Questa ipotesi ebbe un'accoglienza contrastata. Brian Marsden, del Minor Planet Center dell'Università di Harvard, noto scettico del Pianeta X, sottolineò che queste discrepanze erano cento volte più piccole di quelle notate da Le Verrier, e potevano facilmente essere dovute a un errore di osservazione.
Nel 1972, Joseph Brady del Lawrence Livermore National Laboratory studiò le irregolarità nel moto della cometa di Halley. Brady affermò che potevano essere causate da un pianeta delle dimensioni di Giove, al di là di Nettuno in una orbita retrograda attorno al Sole. Tuttavia sia Marsden che Kenneth Seidelmann, un sostenitore del Pianeta X, attaccarono l'ipotesi, dimostrando che la cometa di Halley espelle getti di materiale in modo casuale e irregolare, causando cambiamenti alla traiettoria della sua orbita, e che un oggetto così massivo come il Pianeta X di Brady avrebbe notevolmente influenzato le orbite dei pianeti esterni.
Sebbene la sua missione non richiedesse una ricerca del Pianeta X, l'osservatorio spaziale IRAS fece notizia per breve tempo nel 1983 a causa di un "oggetto sconosciuto" che in un primo momento fu descritto come "grande probabilmente quanto il pianeta gigante Giove e così vicino alla Terra che forse fa parte di questo Sistema Solare". Un'ulteriore analisi rivelò che su parecchi oggetti non identificati, nove erano galassie lontane e il decimo era un "cirro interstellare": nessuno di essi è risultato essere un corpo del Sistema Solare.
Nel 1988, A.A. Jackson e R.M. Killen studiarono la stabilità della risonanza di Plutone con Nettuno, simulando dei "Pianeti X" con masse diverse e a varie distanze da Plutone. Le orbite di Plutone e di Nettuno sono in risonanza 3:2, il che impedisce una collisione o anche eventuali incontri ravvicinati, a prescindere dalla loro separazione sull'asse z. Si è constatato che la massa dell'ipotetico oggetto doveva superare di 5 volte la massa terrestre per spezzare la risonanza. Nel test, quattro orbite di un pianeta transplutoniano sono state integrate in avanti per quattro milioni di anni, al fine di determinare gli effetti di questo oggetto sulla stabilità della risonanza 3:2 Nettuno-Plutone. I pianeti trans-plutoniani di 0,1 e 1,0 masse terrestri in orbita a 48,3 e 75,5 au (0,000764 e 0,001194 al)A rispettivamente, non recano disturbo alla risonanza 3:2. Pianeti di 5 masse terrestri con semiasse maggiore di 52,5 e 62,5 au (0,000830 e 0,000988 al) interferiscono con la librazione di quattro milioni di anni dell'argomento del perielio di Plutone.

### La smentita del Pianeta X
Harrington morì nel gennaio 1993, senza aver trovato il Pianeta X. Sei mesi prima, E. Myles Standish aveva usato i dati del flyby di Nettuno compiuto da Voyager 2 nel 1989 per ricalcolare il suo effetto gravitazionale su Urano. Questi dati riducevano la massa totale del pianeta dello 0,5%, un valore paragonabile alla massa di Marte.. Quando il nuovo valore della massa di Nettuno venne utilizzato dallo Sviluppo Efemeridi del Jet Propulsion Laboratory (JPL DE), le presunte discrepanze nell'orbita di Urano scomparvero, così come scomparve la necessità di avere un Pianeta X. Nelle traiettorie di tutte le sonde spaziali come Pioneer 10, Pioneer 11, Voyager 1 e Voyager 2 non ci sono differenze attribuibili alla forza gravitazionale di un oggetto di grandi dimensioni non ancora scoperto nel Sistema Solare esterno. Oggi, la maggior parte degli astronomi concordano sul fatto che il Pianeta X, come l'aveva definito Lowell, non esiste.

## La scoperta di altri oggetti transnettuniani
Dopo la scoperta di Plutone e Caronte, non sono stati più trovati oggetti transnettuniani (TNO) fino a (15760) 1992 QB1 nel 1992. Da allora sono stati individuati centinaia di questi oggetti, la maggior parte dei quali sono ora riconosciuti come facenti parte della fascia di Kuiper, uno sciame di corpi ghiacciati lasciati dalla formazione del Sistema Solare che orbitano in prossimità del piano dell'eclittica al di là di Nettuno. Anche se nessuno di essi è grande come Plutone, alcuni di questi lontani oggetti transnettuniani, come Sedna, sono stati inizialmente descritti dai media come "nuovi pianeti".
Nel 2005, l'astronomo Mike Brown e il suo team annunciarono la scoperta di 2003 UB 313 (in seguito chiamata Eris come la dea greca della discordia), un oggetto transnettuniano appena più grande di Plutone. Poco dopo, un comunicato stampa del Jet Propulsion Laboratory descrisse l'oggetto come il "decimo pianeta".
Eris non è mai stato ufficialmente classificato come un pianeta, e la definizione di pianeta dell'Unione Astronomica Internazionale nel 2006, definì sia Eris che Plutone non come pianeti, ma come pianeti nani in quanto non possiedono la dominanza orbitale. Essi non orbitano attorno al Sole da soli, ma come facenti parte di una popolazione di oggetti di dimensioni simili. Plutone stesso viene ormai conosciuto come un membro della fascia di Kuiper e come il secondo pianeta nano più grande dopo Eris. Alcuni astronomi, in particolare Alan Stern, responsabile della missione NASA verso Plutone New Horizons, sostengono che la definizione della UAI è imperfetta e che Plutone, Eris e tutti i grandi oggetti transnettuniani, come Makemake, Sedna, Quaoar e Varuna, dovrebbero essere considerati come pianeti veri e propri.
Eris è veramente troppo piccolo per avere effetti significativi sulle orbite dei pianeti esterni. Non è il Pianeta X, e la sua scoperta non può riabilitare la teoria.

## Successive proposte di pianeti transnettuniani
Sebbene la maggior parte degli astronomi accetti il fatto che il Pianeta X di Lowell non esiste, alcuni di loro hanno ravvivato l'idea che un grande pianeta invisibile possa creare effetti gravitazionali visibili nel Sistema Solare esterno. Questi ipotetici oggetti sono spesso indicati come "Pianeta X", anche se la loro concezione può notevolmente variare rispetto a quella proposta da Lowell.

### La scogliera di Kuiper
La fascia di Kuiper termina improvvisamente ad una distanza di 48 au (0,00076 al) dal Sole (a confronto, Nettuno si trova a 30 au o 0,00047 al dal Sole); questa improvvisa interruzione, conosciuta come la "scogliera di Kuiper", potrebbe essere attribuita alla presenza di un oggetto con una massa tra quelle di Marte e della Terra localizzato ad oltre 48 au (0,00076 al). La presenza di un pianeta simile a Marte in un'orbita circolare a 60 au (0,00095 al) porta ad una tipologia di TNO incompatibile con le osservazioni: tenderebbe ad ridurre notevolmente la popolazione dei Plutini. Gli astronomi non hanno escluso la possibilità di un pianeta più massiccio simile alla Terra localizzato a più di 100 au (0,0016 al) con un'orbita eccentrica e inclinata. Le simulazioni al computer di Patryk Lykawka dell'Università di Kobe indicano che un corpo con una massa tra 0,3 e 0,7 masse terrestri, espulso verso l'esterno da Nettuno poco dopo la formazione del Sistema Solare e attualmente in un'orbita allungata tra le 101 e 200 au (0,00160 e 0,00316 al) dal Sole, potrebbe spiegare la scogliera Kuiper e i peculiari oggetti distaccati come Sedna. Mentre alcuni astronomi hanno sostenuto queste affermazioni con cautela, altri le hanno liquidate come "artificiose".
Nel 2012, Rodney Gomes dell'Osservatorio nazionale brasiliano configurò le orbite di 92 oggetti della fascia di Kuiper, scoprendo che sei di queste erano molto più allungate rispetto a quanto previsto. La spiegazione più semplice di ciò sembrava essere l'attrazione gravitazionale di un distante compagno planetario, come ad esempio un oggetto delle dimensioni di Nettuno a 1 500 au (0,024 al) o un oggetto delle dimensioni di Marte a circa 53 au (0,00084 al).

### Tyche
Un'altra ipotesi sostiene che le comete di lungo periodo, piuttosto che arrivare da punti casuali del cielo come si pensa normalmente, sono di fatto raggruppate in una fascia inclinata rispetto all'eclittica. Questo raggruppamento potrebbe essere spiegato nel caso le comete fossero state disturbate da un oggetto invisibile, grande almeno quanto Giove, forse una nana bruna. L'ipotetico pianeta, o compagna del Sole, sarebbe situato nella parte esterna della nube di Oort. Questa ipotesi è stato proposta per primo da John Matese dell'Università della Louisiana a Lafayette nel 1999. Egli ha anche suggerito che l'attrazione gravitazionale di un tale oggetto potrebbe spiegare l'orbita particolare di Sedna. Nel 2011, Matese e Daniel Whitmire dichiararono che le prove di questo oggetto, che chiamarono Tyche, sarebbero ricavabili dall'archivio dei dati raccolti dal telescopio WISE della NASA. Il nome deriva dalla sorella di Nemesi nella mitologia greca, un riferimento che hanno scelto per evitare confusione con Nemesis, un (ipotetico) oggetto simile proposto per primo da Richard Muller nel 1984. Essi credono che l'orbita di Tyche si trovi a circa 500 volte la distanza di Nettuno, pari a 15 000 au (0,24 al), e ipotizzano che Tyche possa avere da uno a quattro volte la massa di Giove, e abbia una temperatura superficiale relativamente alta di circa 200 K (−73 °C), a causa del calore residuo dalla sua formazione e del riscaldamento Kelvin-Helmholtz.

### Ricerca di pianeti con criterio di probabilità
Inoltre, criteri di tipo probabilistico sono stati usati per proporre l'esistenza di oggetti con dimensioni di pianeti nel Sistema Solare esterno. L'orbita di 12000 anni di Sedna è talmente eccentrica che solo una piccola parte della sua orbita si trova vicino al Sole, dove essa potrebbe facilmente essere osservata. Questo significa che, a meno di considerare la sua scoperta un bizzarro incidente, probabilmente esiste una numerosa popolazione di oggetti grandi circa come Sedna ancora da trovare nella sua regione orbitale. Mike Brown, lo scopritore di Sedna, nella sua conferenza del 2007 al Lowell notò che "Sedna è grande circa tre quarti di Plutone. Se ci sono sessanta oggetti grandi tre quarti di Plutone, allora probabilmente ci sono 40 oggetti grandi come Plutone... Se ci sono quaranta oggetti grandi come Plutone, allora ci sono probabilmente dieci che sono due volte le dimensioni di Plutone. Ci sono probabilmente tre o quattro che sono tre volte le dimensioni di Plutone, e il più grande di questi oggetti... è probabilmente delle dimensioni di Marte o di quelle della Terra." Tuttavia, egli osservò che, qualora venisse trovato un oggetto di dimensioni comparabili a quelle della Terra, esso sarebbe comunque un pianeta nano per definizione, in quanto non avrebbe pulito a sufficienza il suo vicinato.

### Alone dei pianeti oligarchi
La teoria oligarca della formazione dei pianeti suggerisce che, nelle prime fasi dell'evoluzione del Sistema Solare, ci furono centinaia di oggetti della dimensione di pianeti, noti come oligarchi. Nel 2005, l'astronomo Eugene Chiang ipotizzò che mentre alcune di questi oligarchi sarebbero diventati i pianeti che oggi conosciamo, la maggior parte di essi sarebbe stata scagliata verso l'esterno dalle interazioni gravitazionali. Alcuni potrebbero essere sfuggiti al Sistema Solare per diventare dei pianeti interstellari, mentre altri sarebbero in orbita in un alone attorno al Sistema Solare, con periodi orbitali di milioni di anni. Questo alone si troverebbe a 1 000–10 000 au (0,016–0,158 al) dal Sole, oppure tra un trentesimo e un terzo della distanza dalla nube di Oort.